# وارنر بي. بايلي
وارنر بي. بايلي (بالإنجليزية: Warner B. Bayley)‏ هو ضابط أمريكي، ولد في 9 سبتمبر 1845 في بلادوينسفيل في الولايات المتحدة، وتوفي في 22 أبريل 1928 في واشنطن العاصمة في الولايات المتحدة.